# Geulanggang Merak
Geulanggang Merak is een bestuurslaag in het regentschap Aceh Timur van de provincie Atjeh, Indonesië. Geulanggang Merak telt 441 inwoners (volkstelling 2010).